# ¿Quién quiere casarse con mi hijo?
¿Quién quiere casarse con mi hijo? (también conocido por las siglas QQCCMH) es un reality producido por Eyeworks Cuatro Cabezas para la cadena Cuatro. Fue estrenado el 30 de enero de 2012 y es presentado por Luján Argüelles. En el programa, cinco hombres intentarán conocer a un grupo de candidatos y candidatas que competirán para mostrarse como las perfectas esposas y maridos. Sin embargo, no sólo tendrán que conquistarlos a ellos ya que sus madres, deseosas de que sus "retoños" se enamoren y sienten la cabeza, tomarán parte en el proceso de selección. Quién quiere casarse con mi hijo es la adaptación del formato «Who wants to marry my son?» y que ya ha sido versionado en numerosos países como Noruega, Bélgica, Holanda, Alemania, Argentina y Francia.

## Historia
El 11 de julio de 2011, el grupo Mediaset España informó a varios portales de internet que había adquirido los derechos de este espacio y que será finalmente emitido en la cadena Cuatro. El programa nació de la mano de Cuatro Cabezas, una productora argentina que se dedica únicamente a comercializar la producción de contenidos para televisión. Un día después de haber adquirido estos derechos, el 12 de julio la cadena inició una campaña de autopromociones para dar a conocer el programa y perfilar los cástines. Además, la cadena dio a conocer el título original al público llamándolo ¿Quién quiere casarse con mi hijo?.
Meses después y sin noticias al respecto, el 24 de octubre fue cuando la cadena comenzó a promocionar y emitir los primeros vídeos promocionales del nuevo espacio busca-parejas de Cuatro. Finalmente, tras varios meses de autopromociones, la cadena decidió programar el nuevo docu-reality presentado por Luján Argüelles en el prime-time de los lunes, tras finalizar la primera temporada del concurso Uno para ganar. Así, el nuevo programa de Cuatro, seguirá la línea de encontrar pareja como en Granjero busca esposa.
¿Quién quiere casarse con mi hijo? fue estrenado con gran éxito en la noche del lunes. El 30 de enero de 2012, el docu-show de Cuatro obtuvo en su estreno una cuota del 10,9% con más de 1,9 millones de espectadores. Contó además con el respaldo de la audiencia en las redes sociales ya que, no habían pasado ni diez minutos del comienzo del programa y consiguió el primer puesto de los Trending Topic en Twitter y siendo además, uno de los temas más comentados.
Tras su primera emisión en Cuatro y la buena acogida que obtuvo en su estreno, el canal temático de reposiciones de Mediaset España (LaSiete) decidió ubicar este formato en la franja de prime time de los domingos. Así, desde el domingo 5 de febrero de 2012, los espectadores tuvieron la oportunidad de ver de nuevo la primera entrega de ¿Quién quiere casarse con mi hijo?, el programa buscapareja en redifusión en LaSiete. Actualmente se emite los domingos a partir de las 22:15 horas (CET).
El 7 de marzo de 2012, tras la emisión de los seis primeros programas en Cuatro, y a falta de dos para finalizar la presente temporada, varios portales de información publicaron la noticia que Mediaset España habría comunicado a los medios: «Los seguidores pueden estar tranquilos. Aunque el 19 de marzo Cuatro ofrezca su última entrega, el grupo ha decidido renovarlo por una segunda temporada». Esto significa que, a la vista de la buena audiencia que viene registrando desde su estreno, la adaptación de Who Wants to Marry My Son? mantiene hasta la fecha una audiencia acumulada del 10,1% con 1.814.000 telespectadores, la cadena renueva el docu-reality ‘¿Quién quiere casarse con mi hijo?’ por una temporada más. También cabe destacar que, gran parte del éxito de este programa es gracias a las redes sociales, convirtiéndose varios hashtags como Trending Topic mundiales en Twitter durante la emisión de este espacio. Finalmente y tras conocer que el grupo renueva la producción de este formato, la semana siguiente del 12 de marzo ante la emisión del penúltimo programa, la cadena anunció mediante rótulos en pantalla que tras el éxito obtenido de esta adaptación, se iniciaba la producción de la nueva temporada. Así, tanto la cadena como la productora inician desde esa semana la fase de casting para buscar a los nuevos aspirantes.
El jueves 15 de marzo, Mediaset España anunció que retrasa la final del programa busca parejas, prevista inicialmente para el 19 de marzo, una semana más. Esta decisión forma parte de una estrategia de programación del grupo para competir contra su principal competidora en el estreno de El número uno, que ofrecerá el 26 del mismo mes. Así, el lunes 19 la cadena Cuatro ofrecerá un resumen especial que servirá de telonero como semifinal y retrasa la final de la primera edición siete días después enfrentándose a Gran Hermano y el estreno del talent show de Antena 3.
La primera temporada finalizó el 26 de marzo con la emisión de nueve programas, el desenlace que se produjo en Cuatro, obtuvo una audiencia total de 1.909.000 espectadores y el 9,4% de share. Al mismo tiempo, la cadena cerró el programa con una audiencia media de más de 1,8 millones y el 9,9% de cuota de pantalla.
El 18 de septiembre de 2012 se confirmó a través de la red social Twitter de que la segunda temporada del programa comenzaría a emitirse en la noche de los jueves en el canal Cuatro contra la serie Imperium de Antena 3 y CSI: Las vegas de su cadena hermana Telecinco.
La segunda temporada finalizó el 15 de noviembre del mismo año, con una audiencia media del 11,7% y 2.144.000 espectadores, superando incluso a la primera edición del programa en 1,4 puntos más.
En febrero de 2013, el grupo audiovisual Mediaset España confirmó a la audiencia seguidora del programa que había renovado el formato por una tercera temporada.
El 8 de septiembre de 2013 la cadena de televisión Cuatro confirmó a través de una de sus promos del canal que la tercera edición comenzaría a emitirse el 11 de septiembre de 2013 en la noche de los miércoles contra el programa Top Chef de su cadena rival Antena 3 y Cine de Telecinco.
La tercera temporada finalizó el 6 de noviembre de ese mismo año con una audiencia media del 10,3% y 1.608.000 de espectadores.
Tras el éxito del reality, la cadena española Cuatro decidió crear en noviembre de 2013 un Spin-Off del programa con la versión de madres llamado ¿Quién quiere casarse con mi madre?.
La cuarta temporada del reality comenzó a emitirse el 13 de enero de 2015, en las noches de los miércoles contra la serie Alatriste de su cadena hermana Telecinco y contra la serie Velvet de su cadena rival Antena 3.
Tras la finalización de su cuarta edición, a principios de 2015 se anunció que la cadena Cuatro dejaba de producir por el momento más temporadas del formato, Aunque no se descarta retomarlo más tarde.
Un año después de la finalización de la cuarta entrega, a finales de noviembre de 2016 se anunció que el programa regresaría con una quinta edición en 2017 en Cuatro.

## Mecánica
Cinco solteros buscarán al amor de sus vidas y sus madres a la nuera/yerno ideal y a la mujer/hombre que haga más feliz a sus vástagos. A medida que pasen las semanas, madres e hijos irán descartando a pretendientes tras difíciles decisiones que sacarán a la luz los desacuerdos y diferencias de criterio entre ambos.

## Equipo

### Presentadora
| Presentador/a   | Información  | Cuatro (canal de televisión) | Cuatro (canal de televisión) | Cuatro (canal de televisión) | Cuatro (canal de televisión) | Cuatro (canal de televisión) | Cuatro (canal de televisión) |
| Presentador/a   | Información  | 1                            | 2                            | 3                            | 4                            | 5                            | 6                            |
| Presentador/a   | Información  | 2012                         | 2012                         | 2013                         | 2015                         | 2017                         | 2024                         |
| --------------- | ------------ | ---------------------------- | ---------------------------- | ---------------------------- | ---------------------------- | ---------------------------- | ---------------------------- |
| Luján Argüelles | Presentadora |                              |                              |                              |                              |                              |                              |

## Primera edición (2012)

### Concursantes
| Participantes (Hijos)   | Ayudantes (Madres)         | Lugar de residencia         | Edad    | Profesión                         | Información / Decisión |
| ----------------------- | -------------------------- | --------------------------- | ------- | --------------------------------- | ---------------------- |
| Daniel del Río          | Pilar Fernández            | Torrejón de Ardoz (Madrid)  | 27 años | Informático                       | Pilar (su madre)       |
| David Olid Britos       | Julia Britos               | San Pedro Pescador (Girona) | 27 años | Químico y estríper                | María                  |
| José Luis de la Guardia | Victoria «Toya» Cassinello | Madrid                      | 45 años | Abogado y cantante lírico         | Toya (su madre)        |
| Luis Ángel Ares Diéguez | María del Carmen Diéguez   | Bilbao (Vizcaya)            | 32 años | Empresario                        | Mohamed Chellaf        |
| Rubén Poveda            | Rosi García                | Denia (Alicante)            | 27 años | Estudiante de periodismo y modelo | Graci Soto             |

### Las conquistas
Desde el primer programa, 10 chicas o en el caso de Luis Ángel, 10 chicos, tienen que conquistar primero a los participantes con los que tienen una cita y después a sus respectivas madres. Tras realizar durante cinco minutos un test de compatibilidad a cada uno de los pretendiente, los concursantes eligieron a seis aspirantes y por tanto, a sus candidatos oficiales. Sin embargo, en el primer programa eran expulsadas cuatro pretendientas de cada concursante, excepto en la gala 3, donde José Luis pidió a la organización que no se expulsara a ninguna de sus chicas.
Primer programa:
- David tiene 27 años, es químico y estríper.[28] Es un chico inteligente, extrovertido y seductor, le encantan las mujeres de buen físico. Se considera un poco machista pero es muy cariñoso y detallista.[28] Su madre, Julia, es positiva, sociable y espontánea y cree que su hijo es la estrella de la familia. Por su parte, José Luis tiene 45 años y es abogado y cantante lírico.[30] Es un hombre divorciado y tiene un hijo de 10 años. Es una persona culta y bastante deportista con una refinada educación que habla cuatro idiomas. Su madre, Toya, una viuda de diplomático, es una mujer exigente y una de las cualidades que más valora es el saber estar. Mientras tanto, Rubén tiene 27 años, es estudiante y modelo profesional.[33] Es bastante presumido y cariñoso, opina que su mujer ideal debe ser guapa y apasionada.[33] Su madre, Rosi, es algo conservadora en cuanto a su idea de mujer ideal: dulce, inteligente y buena ama de casa. Sin embargo, Daniel tiene 27 años, es virgen e informático.[27] Es una persona tímida, muy hogareña y algo retraído. Las chicas suelen decirle aquello de “eres mi mejor amigo”. Su madre Pilar, es una mujer cotilla, muy habladora, jovial y alocada. Su hijo sigue viviendo con ella y ambos tienen alguna que otra cuenta pendiente. Además, Luis Ángel tiene 32 años y es empresario.[31] Es homosexual y participa en el programa para encontrar un buen marido. Es una persona romántica y muy maniático del orden.[31] Su madre, María del Carmen considera que su hijo es un “soltero de oro”. No le gustan los gais afeminados y desearía seguir siendo la mujer más importante en la vida de Luis Ángel.

Segundo programa:
- En el segundo programa de ¿Quién quiere casarse con mi hijo?, los chicos pudieron conocer un poco más a sus aspirantes. Desde ahí, fue el turno de las madres donde pasaron una día a solas con las chicas para conocerlas a todas mejor.[35] Tras este encuentro entre madres y futuras nueras, los solteros tuvieron una nueva oportunidad para estar a solas con quienes buscaban conquistar su amor.[36] Surgieron las primeras lágrimas, las primeras peleas, los celos y la decepción de algún que otro soltero ante alguna de sus candidatas. Al finalizar el programa, llegó el momento de las expulsiones: tras un intenso debate entre madres e hijos, los solteros eliminaron a dos candidatas. Algunos de ellos hicieron caso omiso a los consejos de su madre y otros,[37] pese a estar fascinados con alguna de las candidatas, aceptaron la opinión.

Tercer programa:
- En el tercer programa, las madres de los chicos se convirtieron en las anfitrionas de sus casas y marcaron unas reglas en la convivencia. Una vez allí instaladas, empiezan a surgir los primeros flechazos entre "algunos" solteros y las chicas y, por primera vez desde que comenzó el programa, tuvieron una cita a solas con la candidata elegida.[38] Pero además, el programa es testigo de los primeros conflictos entre las madres y algunas de las chicas. David elige a María para su primera cita y confiesa a las chicas el secreto que su madre descubrió sobre Sandra.[39] Luis Ángel, por su parte, se va a la ría de Bilbao con Juan Carlos, Daniel se lleva a Zaida a Talavera de la Reina, su pueblo, y José Luis vive una cita romántica con Alis.[38]

Cuarto programa:
- En el cuarto programa, mientras las madres de los chicos investigan a las candidatas y hacen visita en sus casas,[40] los hijos disfrutan de 24 horas a solas: es el momento perfecto para hacer una fiesta y estar a solas con sus chicas. Pero lo mejor está por llegar porque en medio de la fiesta, viene una persona inesperada: sin que sus madres ni sus candidatas lo sepan, los solteros tuvieron la opción de darle otra oportunidad a alguna de las chicas eliminadas,[41] lo que provoca los celos de algunas de las pretendientas. Pero si alguien entra, otra tiene que salir: al final del programa los solteros expulsan a una candidata más. En cuanto a las convivencias, María del Carmen se enfadada con su hijo Luis Ángel porque descubre que ha dormido con uno de los candidatos,[42] algo que considera una falta de respeto en su casa. Por otro lado, las pretendientas de Daniel descubren que el chico envía mensajes instantáneos a Zaida, a pesar de estar prohibido. Mientras tanto, Rubén organiza una fiesta en alta mar en un yate.[43] David también disfruta de sus 24 horas a solas con sus chicas, pero la llegada de una de las candidatas expulsadas genera un conflicto.[41] José Luis, por su parte, invita a las chicas a su casa de campo para una pequeña fiesta y su madre visita por primera vez el madrileño barrio de Vallecas para conocer la casa de Cristhiane.

Quinto programa:
- En el quinto programa, una noticia "bomba" hizo temblar la paciencia de Toya en su casa: Cristhiane, una de las candidatas de José Luis, confesó a su pretendido que fue portada de Interviú hace tiempo.[44][45] Mientras tanto, Luis Ángel y su madre en Bilbao, protagonizaron una disputa con motivo de las próximas expulsiones. En la última semana, la madre del joven cambio de repente su favorito y quien hasta ahora no gozaba del beneplácito de Mª Carmen, se ganó poco a poco su confianza,[46] en este caso, la de Mohammed. Por su parte, las candidatas de David cansadas de la actitud del chico porque apenas hace nada en casa, deciden que prepare una velada romántica. En Torrejón, Zaida montó una reunión de tuppersex,[47] algo muy divertido para ella, pero un tanto escandaloso para la abuela de Daniel. Mientras, el joven provocó —sin saberlo— una escena de celos entre Jennifer y Zaida y tras las expulsiones, ya sólo quedarán dos chicas. Éstas, serán las afortunadas que viajen a un lugar romántico del continente para sacar el máximo partido a la relación y convencerles de que son ellas las mujeres perfectas para lo largo de sus vidas.

Sexto programa:
- Los chicos pasan día y noche con dos de sus pretendientas, mientras comparten un día entero con una de ellas, la otra pasa la jornada con la madre y tiene la oportunidad de demostrarle por qué ella es la mejor candidata para conquistar el corazón de su hijo. Sin embargo, los chicos tendrán distintas maneras de luchar para conquistar a su elegida final. El primer turno es para Daniel, que pasa los últimos días con las dos candidatas en un lugar que le trae grandes recuerdos: Dublín.[48] Pero en la vuelta a ese país, el informático pasa toda una noche con una de sus chicas y descubre sentimientos desconocidos. Por su parte, David viaja al Algarve portugués para disfrutar de unos románticos días con sus dos chicas elegidas.[49] París es el destino de los dos últimos candidatos de Luis Ángel y el escenario de una historia de amor que ninguno de los tres nunca podrá olvidar.[50][51] En Mikonos, Rubén y su madre están ansiosos por disfrutar de un viaje tan especial, aunque él ya tiene muy claro con quién quiere pasar su primera gran noche griega.[52] Mientras tanto, José Luis y Toya parten rumbo a Estambul. El comportamiento y las formas de ambas fuera de casa serán cruciales para Toya: quiere comprobar que ellas están a la altura de su hijo. La viuda de diplomático teme que alguna de las candidatas esconda un interés económico en su intento por conquistar el amor de José Luis y está dispuesta a todo para descubrir si verdaderamente es el amor lo que les mueve.[53]

Séptimo programa:
- El viaje dio un vuelco a las vidas de los solteros. Especialmente en el caso de Luis Ángel. Juan Carlos y Christopher iniciaron su propia historia de amor y desde entonces tienen la oportunidad de contarle la verdad a su pretendido.[54] Lo que no fueron capaces es de romper la ilusión de Luis Ángel y, sobre todo, la de enfrentarse a su madre, Mari Carmen. Para el resto de solteros, las últimas horas de viaje también fueron decisivas ya que tuvieron que despejar sus dudas porque,[55] el momento de la elección final llega en la próxima semana. Mientras tanto, las madres de los solteros abandonaron su estancia de viaje donde pasaron una semana con sus hijos y emprendieron un vuelo a Madrid donde se disputará la final en el altar.[56] Por su parte, Cristiane enfadada con la actitud que recibió de José Luis, se autoelimina en la semifinal porque según ella: «José Luis me ha mentido en la cara».[57]

Octavo programa:
- Por el programa han pasado diez candidatas para cada uno de los solteros (candidatos, en el caso de Luis Ángel) que hicieron todo lo posible por conquistar a los chicos y conseguir el beneplácito de sus futuras suegras. Las madres reunidas por primera vez entre ellas,[58] hacen balance de lo que han vivido a lo largo del programa. Además, Mª Carmen, la madre de Luis Ángel, descubrirá a solas junto a Luján la traición de Cristofer y Juan Carlos y decidirá contárselo a su hijo.[59] Las imágenes fueron duras para el pretendiente, ya que el joven comenzaba a sentir por Juan Carlos. Por su parte, David tendrá que tomar una decisión entre María y Raquel; Rubén se decantará por Ginna o Graci; Daniel se debatirá entre su candidata Zaida o seguir viviendo con su madre y José Luis optará por quedarse con Alis o hacer caso a los consejos de su progenitora.

### Mundo televisivo
- Victoria «Toya» Cassinello (1942), la madre de José Luis de La Guardia, ya había participado en otro programa de distinta cadena, en este caso, en un episodio del programa Princesas de barrio, un docu-reality de La Sexta.[60] El programa mostraba las vidas de cuatro mujeres anónimas, de barrio, libres y atrevidas y que precisamente estuvo relacionada con una de ellas: Jessi. Además de su participación en la cadena de Mediapro, ya habría trabajado para otras cadenas como Intereconomía Televisión y Punto Radio, entre otros.[61] Trabajó para Telecinco,[62] donde tenía una sección los lunes por la tarde en el programa Sálvame y comentaba lo relacionado con el programa buscaparejas de Cuatro.
- Daniel del Río y David Olid formaron pareja de concursantes en Expedición imposible, un programa de aventura y supervivencia en el canal que les dio la fama.
- Rubén Poveda, tras romper la relación que había iniciado en el concurso, decidió buscar pareja como tronista en Mujeres y hombres y viceversa, dating show de Telecinco.[63] Además en marzo de 2013 debutó como presentador junto a Mar Segura en el programa Inteligencia artificial del canal Cuatro.

### Recepción en las galas
| Programa  | Día de emisión | Audiencia         |
| --------- | -------------- | ----------------- |
| 1         | 30/01/2012     | 1 911 000 (10,9%) |
| 2         | 06/02/2012     | 1 897 000 (10,6%) |
| 3         | 13/02/2012     | 1 910 000 (10,4%) |
| 4         | 20/02/2012     | 1 711 000 (9,6%)  |
| 5         | 27/02/2012     | 1 797 000 (10,1%) |
| 6         | 05/03/2012     | 1 658 000 (9,1%)  |
| Semifinal | 12/03/2012     | 1 875 000 (10,4%) |
| Especial  | 19/03/2012     | 1 643 000 (9,2%)  |
| Final     | 26/03/2012     | 1 909 000 (9,4%)  |

### Presentadores
La presentadora de esta edición es:
- Luján Argüelles, programas semanales.

## Segunda edición (2012)

### Concursantes
| Participantes (Hijos)  | Ayudantes (Madres)   | Lugar de residencia                | Edad    | Profesión                | Información / Decisión |
| ---------------------- | -------------------- | ---------------------------------- | ------- | ------------------------ | ---------------------- |
| Álvaro Carrellán       | Paqui Macías Sánchez | Bollullos Par del Condado (Huelva) | 25 años | Repartidor de mercancías | Ana Cañabate           |
| Gabriel «Gabi» Soriano | Toñi Vinuesa         | Altea (Alicante)                   | 24 años | Empresario               | Patricia López         |
| Isidoro Baides         | Dolores Gómez        | Almansa (Albacete)                 | 29 años | Vendedor ambulante       | Natalia de la Hera     |
| Javier Macías          | Isabel Bellido       | Sevilla                            | 30 años | Escupefuegos             | Rocío Valero           |
| Luis Carlos Carrellán  | Paqui Macías Sánchez | Bollullos Par del Condado (Huelva) | 25 años | Comercial                | Míriam Solís           |
| Pedro Castro (Pedriño) | Mary García          | Valdoviño (La Coruña)              | 30 años | Estilista                | Mary (su madre)        |

### Mundo televisivo
- Álvaro Carrellán participó como pretendiente en Mujeres y Hombres y Viceversa, el programa de conquistas de Telecinco.
- Luis Carlos Carrellán participó como pretendiente en Mujeres y Hombres y Viceversa, el programa de conquistas de Telecinco. Protagonista en la Segunda edición del programa ¿quien quiere casarse con mi hijo?Cuatro.
- Isidoro Baides participó como concursante en ¡Mira quién salta! 2013  en Telecinco, su madre Dolores también iba a ser concursante pero a causa de una lesión no pudo concursar.

### Recepción en las galas
| Programa               | Día de emisión | Audiencia         |
| ---------------------- | -------------- | ----------------- |
| Bienvenida de solteros | 20/06/2012     | 684 000 (4,4%)    |
| 1                      | 20/09/2012     | 2 105 000 (14,1%) |
| 2                      | 27/09/2012     | 2 106 000 (12,6%) |
| 3                      | 04/10/2012     | 2 192 000 (13,2%) |
| 4                      | 11/10/2012     | 1 905 000 (12,1%) |
| 5                      | 18/10/2012     | 1 759 000 (9,6%)  |
| 6                      | 25/10/2012     | 1 882 000 (10,1%) |
| Semifinal              | 01/11/2012     | 1 976 000 (10,9%) |
| Especial               | 08/11/2012     | 1 519 000 (10,0%) |
| Final                  | 15/11/2012     | 2 144 000 (10,8%) |

### Presentadores
La presentadora de esta edición es:
- Luján Argüelles, programas semanales.

## Tercera edición (2013)
Esta edición arrancó la noche del 1 de julio, presentando a los protagonistas y a sus madres. El programa se llamó "Bienvenida de Solteros".

### Concursantes
| Participantes (Hijos) | Ayudantes (Madre o Padre) | Lugar de residencia                | Edad    | Profesión                      | Información / Decisión |
| --------------------- | ------------------------- | ---------------------------------- | ------- | ------------------------------ | ---------------------- |
| Alexis Martínez       | Víctor Armando Martínez   | Alicante                           | 26 años | Comercial de vehículos de lujo | Xio                    |
| Francisco Lara        | Mª Carmen Torrecillas     | Peal de Becerro (Jaén)             | 29 años | Exmilitar                      | Mari Carmen (su madre) |
| Leo                   | Silvia                    | Muchamiel (Alicante)               | 27 años | Encargado de local de copas    | Marta                  |
| Roi Porto             | Belén Calvete             | Martinete (La Coruña)              | 27 años | Hostelero y estudiante         | Sergi                  |
| Víctor Candela        | Merche Alfaro             | San Vicente del Raspeig (Alicante) | 29 años | Camarero de hamburguesería     | Andrea García          |

### Mundo televisivo
- Leo participó como pretendiente en Mujeres y Hombres y Viceversa, el programa de conquistas de Telecinco.
- Fran Lara y Mª Carmen participaron durante una temporada como ganchos del amor en Mujeres y Hombres y Viceversa, en Telecinco.
- Andrea García, la elegida de Víctor, participó como concursante en ¡Mira quién salta! 2014 en Telecinco.
- Mª Carmen Torecillas, la madre de Francisco participó en Pasaporte a la isla, donde resultó ganadora del grupo de los Rescatados, lo que le dio un puesto asegurado para Supervivientes 2016, donde se convirtió en la segunda expulsada de la edición tras 28 días en el concurso.

### Recepción en las galas
| Programa               | Día de emisión | Audiencia         |
| ---------------------- | -------------- | ----------------- |
| Bienvenida de solteros | 01/07/2013     | 804 000 (5,4%)    |
| 1                      | 11/09/2013     | 1 686 000 (11,4%) |
| 2                      | 18/09/2013     | 1 531 000 (10,0%) |
| 3                      | 25/09/2013     | 1 535 000 (9,9%)  |
| 4                      | 02/10/2013     | 1 498 000 (9,3%)  |
| 5                      | 09/10/2013     | 1 583 000 (10,3%) |
| 6                      | 16/10/2013     | 1 558 000 (9,6%)  |
| 7                      | 23/10/2013     | 1 471 000 (9,1%)  |
| Semifinal              | 30/10/2013     | 1 590 000 (10,1%) |
| Final                  | 06/11/2013     | 2 002 000 (12,5%) |

### Presentadores
La presentadora de esta edición es:
- Luján Argüelles, programas semanales.

## Cuarta edición (2015)
Esta edición arrancó el 14 de enero de 2015 en Cuatro.

### Concursantes
| Participantes (Hijos) | Ayudantes (Madre o Padre) | Lugar de residencia | Edad    | Profesión           | Información / Decisión |
| --------------------- | ------------------------- | ------------------- | ------- | ------------------- | ---------------------- |
| Daniel Beira "Markus" | María José                | Vigo (Pontevedra)   | 25 años | Modelo              | Rocío                  |
| David Redondo         | María Rosa Cobo           | Madrid              | 36 años | Fontanero           | Ana                    |
| Diego Real            | Estrella Bautista Pedrero | Cáceres             | 23 años | Estudiante de cine  | Bea                    |
| Rafael Mateo          | María Luisa del Río       | Marbella (Málaga)   | 21 años | Gerente de empresas | María Luisa (su madre) |
| Sandro López          | Rosa Suárez               | Sevilla             | 29 años | Monitor de gimnasio | Vicente                |

### Mundo televisivo
- Christopher Mateo, el hermano pequeño de Rafael Mateo, fue seleccionado para participar como concursante en Supervivientes 2015, el reality de aventuras de Telecinco, en el cual resultó ganador.
- María José, la madre de Markus participó en el reality Pasaporte a la isla donde resultó ser la tercera expulsada del reality con el 61% de los votos frente a Mari Carmen, madre de Fran Lara de QQCCMH3.
- Markus realiza un cameo en un episodio de la serie Gym Tony de Cuatro.

### Recepción en las galas
| Programa  | Día de emisión | Audiencia         |
| --------- | -------------- | ----------------- |
| 1         | 14/01/2015     | 1 962 000 (13,7%) |
| 2         | 21/01/2015     | 1 935 000 (11,6%) |
| 3         | 28/01/2015     | 1 961 000 (12,4%) |
| 4         | 04/02/2015     | 1 847 000 (11,9%) |
| 5         | 11/02/2015     | 1 956 000 (12,8%) |
| 6         | 18/02/2015     | 1 850 000 (11,5%) |
| 7         | 25/02/2015     | 1 860 000 (11,7%) |
| Semifinal | 04/03/2015     | 1 995 000 (13,0%) |
| Final     | 11/03/2015     | 2 478 000 (14,5%) |

### Presentadores
La presentadora de esta edición es:
- Luján Argüelles, programas semanales.

## Quinta edición (2017)
Esta edición arrancó el 20 de septiembre de 2017 en Cuatro.

### Concursantes
| Participantes (Hijos) | Ayudantes (Madre o Padre) | Lugar de residencia          | Edad    | Profesión            | Información / Decisión |
| --------------------- | ------------------------- | ---------------------------- | ------- | -------------------- | ---------------------- |
| David Blasco          | Charo                     | Madrid                       | 27 años | Gestor inmobilario   | Coraima Ylenia         |
| Fernando Ruano Toro   | Silvia Toro               | Jerez de la Frontera (Cádiz) | 21 años | Estudiante           | Rafaela Fernández      |
| Jaime Medina          | María                     | Granada                      | 23 años | Modelo internacional | Sonia                  |
| Jesús Ángel           | Maricruz                  | Asturias                     | 31 años | Físico y culturista  | Andrea Sánchez         |
| Pepe                  | Joaquina                  | Valencia                     | 28 años | Experto en protocolo | Ayo Vega               |

### Recepción en las galas
| Programa  | Día de emisión | Audiencia        |
| --------- | -------------- | ---------------- |
| 1         | 20/09/2017     | 929 000 (8,1%)   |
| 2         | 27/09/2017     | 949 000 (7,8%)   |
| 3         | 02/10/2017     | 1 067 000 (8,2%) |
| 4         | 09/10/2017     | 1 034 000 (8,6%) |
| 5         | 16/10/2017     | 1 055 000 (7,7%) |
| 6         | 25/10/2017     | 948 000 (7,4%)   |
| 7         | 01/11/2017     | 904 000 (7,3%)   |
| Semifinal | 08/11/2017     | 970 000 (7,6%)   |
| Final     | 15/11/2017     | 1 298 000 (9,8%) |

### Presentadores
La presentadora de esta edición es:
- Luján Argüelles, programas semanales.

## Sexta edición (2024)
Esta edición arrancó el 9 de septiembre de 2024 en Cuatro.

### Concursantes
| Participantes (Hijos) | Ayudantes (Madre o Padre) | Lugar de residencia | Edad    | Profesión                            | Información / Decisión |
| --------------------- | ------------------------- | ------------------- | ------- | ------------------------------------ | ---------------------- |
| Erik Costa            | Mari Carmen Miñarro       | Lorca (Murcia)      | 39 años | Empresario                           | Camelia                |
| Alejandro Sobrino     | Valeria de Montenegro     | Sotogrande (Cádiz)  | 29 años | Fisioterapeuta y entrenador personal | Natalia (calabazas)    |
| Sequera               | Mayka Sequera             | Usera (Madrid)      | 31 años | Cantante de rap                      | Mayka (su madre)       |
| Christian Sánchez     | Begoña Gutiérrez del Amo  | Bilbao (Vizcaya)    | 32 años | Comercial                            | Irma                   |
| Rubén Pavón           | Mariví Molina             | Huelva              | 35 años | Abogado                              | Fernando               |

### Recepción en las galas
| Programa  | Día de emisión | Audiencia      |
| --------- | -------------- | -------------- |
| 1         | 09/09/2024     | 620 000 (8,0%) |
| 2         | 16/09/2024     | 389 000 (5,2%) |
| 3         | 23/09/2024     | 362 000 (4,8%) |
| 4         | 30/09/2024     | 337 000 (4,3%) |
| 5         | 07/10/2024     | 299 000 (3,9%) |
| 6         | 14/10/2024     | 268 000 (3,8%) |
| 7         | 21/10/2024     | 307 000 (4,3%) |
| Semifinal | 28/10/2024     | 273 000 (4,3%) |
| Final     | 04/11/2024     | 329 000 (5,0%) |

### Presentadores
La presentadora de esta edición es:
- Luján Argüelles, programas semanales.

## Premios y candidaturas
- Festival de Televisión de Vitoria-Gasteiz

| Año  | Categoría                                           | Resultado |
| ---- | --------------------------------------------------- | --------- |
| 2012 | Premio «Pasión de Críticos» al Mejor descubrimiento | Ganador   |

## Versiones internacionales
El formato de televisión originario de España se exportó en once países en particular en América Latina y en Europa.

### Ediciones extranjeras
| País                                     | Título                                                        | Canal                                  | Presentador(es)                                      | Estreno                        | Final                           |
| ---------------------------------------- | ------------------------------------------------------------- | -------------------------------------- | ---------------------------------------------------- | ------------------------------ | ------------------------------- |
| Francia · Bélgica (Valonia) · Luxemburgo | Qui veut épouser mon fils ?                                   | TF1 Plug RTL (en Bélgica y Luxemburgo) | Elsa Fayer                                           | 29 de octubre de 2010          | 18 de julio de 2015             |
| Italia                                   | Mammoni - Chi vuole sposare mio figlio?                       | Italia 1                               | Rossella Brescia                                     | 5 de junio de 2012             | 10 de julio de 2012             |
| Argentina                                | ¿Quién quiere casarse con mi hijo?                            | Telefe                                 | Catherine Fulop                                      | 2 de agosto de 2012            | 20 de octubre de 2012           |
| Chile                                    | ¿Quién quiere casarse con mi hijo?                            | Mega                                   | Vivi Kreutzberger                                    | 7 de agosto de 2012            | 25 de septiembre de 2012        |
| Alemania                                 | Mama Mia – Wer heiratet meinen Sohn?                          | RTL                                    | Steve Kaul                                           | 3 de julio de 2013             | 21 de agosto de 2013            |
| Países Bajos                             | Wie trouwt mijn zoon?                                         | RTL 4 (2011) SBS 6 (2012-2014)         | Robert ten Brink Erik van der Hoff Jochem van Gelder | 31 de agosto de 2011 2012 2014 | 19 de octubre de 2011 2012 2014 |
| Bélgica (Flandes)                        | Wie trouwt mijn zoon?                                         | VTM                                    | Dina Tersago                                         | 2012                           | 2012                            |
| Noruega                                  | La sønn få gifte seg med innvandrer?                          | ?                                      | ?                                                    | 2013                           | 2013                            |
| Ucrania                                  | Хто хоче заміж за мого сина? Khto khoche zamizh za mogo sina? | Ukrayina                               | Snizhana Yehorova                                    | 22 de octubre de 2011          | 2011                            |
| Portugal                                 | Quem quer casar com meu filho?                                | TVI                                    | Leonor Poeiras                                       | 10 de marzo de 2019            | 31 de marzo de 2019             |

## Audiencias

### ¿Quién quiere casarse con mi hijo?: Ediciones
| Edición                                             | Fechas de emisión | Cadena | Espectadores | Cuota de pantalla | Gran final        |
| --------------------------------------------------- | ----------------- | ------ | ------------ | ----------------- | ----------------- |
| ¿Quién quiere casarse con mi hijo?: Primera edición | 2012              | Cuatro | 1 814 000    | 10,0%             | 1 909 000 (9,4%)  |
| ¿Quién quiere casarse con mi hijo?: Segunda edición | 2012              | Cuatro | 2 010 000    | 11,7%             | 2 144 000 (10,8%) |
| ¿Quién quiere casarse con mi hijo: Tercera edición  | 2013              | Cuatro | 1 608 000    | 10,3%             | 2 002 000 (12,5%) |
| ¿Quién quiere casarse con mi hijo?: Cuarta edición  | 2015              | Cuatro | 1 983 000    | 12,6%             | 2 478 000 (14,5%) |
| ¿Quién quiere casarse con mi hijo?: Quinta edición  | 2017              | Cuatro | 1 017 000    | 8,1%              | 1 298 000 (9,8%)  |
| ¿Quién quiere casarse con mi hijo?: Sexta edición   | 2024              | Cuatro | 354 000      | 4,8%              | 329 000 (5,0%)    |